# Jeffrey Joseph
Jeffrey « Jeff » Joseph est un acteur et auteur américain.

## Biographie
Jeffrey Joseph est né à Roxbury, dans le Massachusetts.
Il est notamment connu pour ses prestations dans les séries télévisées Dream On (1990), Supernatural (2005) et Dying Laughing (2016).

## Filmographie

### Télévision
- 1987 : The Popcorn Kid (série télévisée) : Willie Dawson
- 1990 : Dream On (série TV) : Eddie Charles (1990)
- 1990 : Haywire (téléfilm) : invité (1991)
- 1989 : Totally Hidden Video (série télévisée) : invité  (1991)
- 2020 : Big Sky : Joseph Dewel

### Cinéma
- 1986 : Jumpin' Jack Flash : African Embassy Guest
- 1987 : Roxanne : Stationery Clerk
- 1988 : Fantômes en fête (Scrooged) : Executive
- 1993 : Président d'un jour (Dave) d'Ivan Reitman : Ellen's Aide
- 1993 : Made in America : James, Gay bookstore employee
- 1995 : Stuart sauve sa famille (Stuart Saves His Family) : Lawyer
- 1997 : Turbulences à 30000 pieds (Turbulence) de Robert Butler : Detective
- 2000 : Meeting Daddy